# Andō Kiyosue
Andō Kiyosue (安東舜季?; 1514 – 18 settembre 1553) è stato un daimyō giapponese del periodo Sengoku.

## Biografia
Kiyosue succedette al padre Andō Hirosue nel 1547 e fu il settimo ed ultimo capo del clan Andō. Governò principalmente il nord della provincia di Dewa e una parte nel sud dell'isola di Ezo. Aveva la propria roccaforte nel castello di Hiyama e dovette affrontare le divisioni interne tra le famiglie Andō e Minato. Mediò efficacemente una disputa lunga cento anni tra gli Ainu e i giapponesi riuscendo a far firmare un accordo commerciale con la mediazione del clan Matsumae.
Fu succeduto dal figlio Andō Chikasue che rinominò il clan in Akita e iniziò la nuova denominazione della famiglia.